# Hayashima (Okayama)
Hayashima (早島町 Hayashima-chō?) es un pueblo localizado en la prefectura de Okayama, Japón. En junio de 2019 tenía una población estimada de 12.428 habitantes y una densidad de población de 1.631 personas por km². Su área total es de 7,62 km².

## Geografía

### Localidades circundantes
- Prefectura de Okayama
  - Okayama
  - Kurashiki

## Demografía
Según los datos del censo japonés, esta es la población de Hayashima en los últimos años.
| Año del censo | Población |
| ------------- | --------- |
| 1995          | 11.562    |
| 2000          | 11.915    |
| 2005          | 11.921    |
| 2010          | 12.214    |
| 2015          | 12.154    |